# Konstanty Ludwik Jeleński
Konstanty Ludwik Jeleński herbu Korczak odmienny (zm. po 1812) – podkomorzy mozyrski od 1773 roku, podczaszy mozyrski od 1768 roku, miecznik mozyrski w 1762 roku.
Był synem Rafała Józefa kasztelana nowogródzkiego. Żonaty był z Anną Morykoni.
Był posłem na sejm nadzwyczajny 1761 roku.	Poseł wiłkomierski na sejm 1762 roku.  W 1764 jako miecznik mozyrski podpisał elekcję Stanisława Augusta Poniatowskiego. Poseł mozyrski na Sejm Rozbiorowy 1773-1775. Członek konfederacji 1773 roku. Jako członek delegacji sejmu był przedstawicielem opozycji. Jako jeden z komisarzy plenipotentów podpisał we wrześniu 1773 roku traktaty rozbiorowe z Rosją, Austrią i Prusami. 18 września 1773 roku podpisał traktaty cesji przez Rzeczpospolitą Obojga Narodów ziem zagarniętych przez Rosję, Prusy i Austrię w I rozbiorze Polski. Na Sejmie Rozbiorowym w 1775 roku powołany do Komisji Skarbowej Wielkiego Księstwa Litewskiego. Posłował na Sejm Czteroletni z powiatu mozyrskiego w 1788 roku, niechętny konstytucji 3 maja. W 1812 roku był delegatem do Warszawy od Konfederacji Litewskiej. Na posłuchaniu u Rady Konfederacji Generalnej Królestwa Polskiego przemawiał za połączeniem Polski i Litwy w jeden naród.
W 1793 odznaczony Orderem Orła Białego, w 1778 został kawalerem Orderu Świętego Stanisława.
Zmarł bezpotomnie.